# Добє-при-Планині
Добє-при-Планині (словен. Dobje pri Planini) — поселення в общині Добє, Савинський регіон, Словенія. Висота над рівнем моря: 560